# 중국 문화 대학 중국어 교육센터
중국 문화 대학 중국어 교육센터(中國文化大學華語中心, MLC)는 중국 문화 대학의 부속 교육 센터로, 동 대학 추광본부(文化大學推廣建國本部)의 일부이다. 중화민국의 대형 중국어 교육센터 중 하나이며 1992년에 설립되었다. 설립 이후 매년 1000명 이상의 외국인 학생들이 수강하여 중화민국 최고의 중국어 교육 기관이라는 평판을 얻었다.

## 교육과정
외국인 학생들이 적응하기 쉽도록 매달 시작하는 새 학기와 중국어 연습 과정들이 제공되고 있다. 모든 과정은 주음부호와 한어 병음을 사용하고 있으며 학생들은 2개국어 선생님을 배치하도록 요구할 수 있다(중/영, 중/일, 중/한). 단체반은 하루 3시간 일주일 15시간의 수업, 1시간의 중국어문능력시험(Test of Proficiency-Huayu, ja) 온라인 연습이 있으며, 중화민국 유일(개설 당시 기준)의 한어수평고시(HSK) 시험 대비반도 개설되어 있다. 장기연수, 단기연수 모두 동일한 효과를 얻을 수 있다.

## 교재
언어중심의 대체적인 교재는 국립대만사범대학교 언어센터의 교과서와 동일한 것으로 사용하고 있다. 그러나 최근 언어중심에서는 새로운 교육방향에 발맞추어 멀티학습을 비롯한 중국어 영화, 노래, 여행 등의 새로운 교육 과정도 생겼다.

## 위치 및 교통
타이베이시 다안 구의 화평동로 이단(和平東路 二段)과 건국남로 이단(建國南路 二段)의 교차로에 있다. 건국남로 맞은편으로는 다안(大安) 공원이 있으며, 동쪽으로 약 600m 거리에 테크놀로지빌딩(科技大樓)역이 있다.

## 시설
지하 4층 디지털 학습 센터에는 컴퓨터 랩, 도서관, 스터디룸, 영화관, 회의실 등이 있으며 1층에는 문서 출력, 복사를 할 수 있는 복사실과, 까페 등이 위치해있다. 또한 1층에서는 무선 인터넷을 자유롭게 사용할 수 있다.

## 장학금
언어중심(MLC)에서는 학생들에게 장학금을 제공하지 않는다. 이전에 학생들은 1년에 두번 정부 장학금을 위하여 시험을 봐야했다. 현재 정부에서 대만에 있는 학생들에게 제공하는 장학금은 잠시 중단된 상태이나 한국에서 미리 중화민국 정부에 신청을 할 수 있는 제도가 마련되어 있다.

## 자원 봉사
언어중심(MLC)에서는 사무보조자(자원봉사) 서비스를 제공하고 있다. 학생들이 대만에서 대화나 상담등을 할 때 자국의 언어를 사용할 줄 아는 사람들과 직접 소통하여 편안함을 느낄 수 있게 한다. 이러한 이유로 언어중심(MLC)에서는 영어, 일어, 한국어, 베트남어 등을 지원하고 있다.

## 경쟁 대학 언어중심
- 국립 타이완 사범 대학 국어 교육 센터(MTC)(zh)
- 타이베이 어문 학원(TLI)(zh)